# Liste der Kulturdenkmäler in Berglicht
In der Liste der Kulturdenkmäler in Berglicht sind alle Kulturdenkmäler der rheinland-pfälzischen Ortsgemeinde Berglicht aufgeführt. Grundlage ist die Denkmalliste des Landes Rheinland-Pfalz (Stand: 10. August 2023).

## Einzeldenkmäler
| Bezeichnung                       | Lage                   | Baujahr | Beschreibung | Bild            |
| --------------------------------- | ---------------------- | ------- | --- | --------------- |
| Katholische Pfarrkirche St. Maria | Hauptstraße Lage       | um 1470 | Westturm, Chor und Sakristei der ehemaligen Wallfahrtskirche, um 1470, einbezogen in den Neubau von 1913; Kreuzigungsgruppe, 18. Jahrhundert | Fotos hochladen |
| Quereinhaus                       | Hauptstraße 9 Lage     | 1843    | klassizistisches Quereinhaus, bezeichnet 1843                                                                                                | BW              |
| Pfarrhaus                         | Hauptstraße 17/19 Lage | 1740    | Krüppelwalmdachbau, zweiarmige Freitreppe, angeblich von 1740                                                                                | BW              |